# John Henry Newman
Sveti John Henry Newman C.O. (tudi Janez Henrik Newman), angleški anglikanski in rimskokatoliški duhovnik, škof in kardinal, * 21. februar 1801, London, † 11. avgust 1890.
Znan je kot voditelj oxfordskega gibanja, spreobrnjenec v rimokatoliško Cerkev in njen kardinal.

## Življenjepis
Njegov oče je bil bankir in evangeličan. Sina je poslal na zasebno šolo v Ealingu, kjer se je 16-letni Newman pod vplivom enega svojih učiteljev spreobrnil. Leta 1817 se je vpisal na Trinity College v Oxfordu. Leta 1822 so ga izvolili za profesorja na Oriel Collegeu. V duhovnika je bil posvečen 1824 in štiri leta zatem postal vikar univerzitetne cerkve sv. Marije v Oxfordu.
1845 je prestopil v rimokatoliško Cerkev. Kmalu po tem dogodku je objavil študijo Razvoj krščanskega nauka. Maja 1847 je prejel sveto mašniško posvečenje. Nato je postal predstojnik Oratorija sv. Filipa Nerija v Birminghamu. Od 1854 do 1858 je bil rektor novoustanovljene katoliške univerze v Dublinu.
Na napad Charlesa Kingsleya je leta 1864 odgovoril z delom Apologia Pro Vita Sua (Izpoved mojega življenja).
12. maja 1877 je bil povzdignjen v kardinala in imenovan za kardinala-diakona cerkve sv. Jurija na Velabru (San Giorgio in Velabro).
Papež Benedikt XVI. ga je 19. septembra 2010 razglasil za blaženega, papež Frančišek pa 13. oktobra 2019 za svetega.

## Vir
- »Papež kardinala Johna Henryja Newmana razglasil za blaženega«. Pridobljeno 23. marca 2012.
- »Papež kardinala Johna Henryja Newmana razglasil za svetega«. Pridobljeno 13. oktobra 2019.